# Psalm 113
Der 113. Psalm (nach griechischer Zählung der 112.) ist ein Psalm aus dem alttestamentlichen Buch der Psalmen in der Bibel. Er gehört in die Reihe der Hymnen der Gemeinde. 

## Gliederung
Der Alttestamentler Hermann Gunkel untergliedert in seinem Standardwerk Die Psalmen den Psalm folgendermaßen:
1. Vers 1–4: Einführung: Benennt diejenigen, die den Hymnus singen sollen als „JHWHs Knechte“ (die Israeliten)
2. Vers 5–9: Bestimmt die Eigenschaften JHWHs als „herniederschauend“ und „gnädig“

## Die „Niedrigen“
Der Psalm redet von einstmals „Niedrigen“, die erhöht worden seien. Dazu gibt es in der Psalmforschung sehr verschiedene Interpretationsansätze:
1. als makkabäische Helden[2][3][4]
2. als die aus dem babylonischen Exil Zurückgekehrten[5]
3. als die Gemeinde selber[6]

## Datierung
Der Psalm lässt sich auf die spätere Zeit der Psalmdichtung datieren.

## Vertonungen
Psalm 113 (Vulgata 112 Laudate, pueri, Dominum) gehört zur klassischen Reihe der Sonntagsvesperpsalmen und damit zu den meistvertonten biblischen Texten. Er ist u. a. Bestandteil von Monteverdis Marienvesper und Mozarts Vesperae de Dominica und Vesperae solennes de Confessore. Felix Mendelssohn Bartholdy komponierte eine Fassung für drei Frauenstimmen und Orgel. Anton Bruckner komponierte eine Fassung für Doppel-Chor und Orchester (Psalm 112, WAB 35: Alleluja! Lobet den Herrn, ihr Diener). Weitere Vertonungen stammen von Giovanni Bononcini, Georg Friedrich Händel (Laudate Pueri Dominum), Nicola Porpora und Colin Mawby (2011).